# 돔영상관

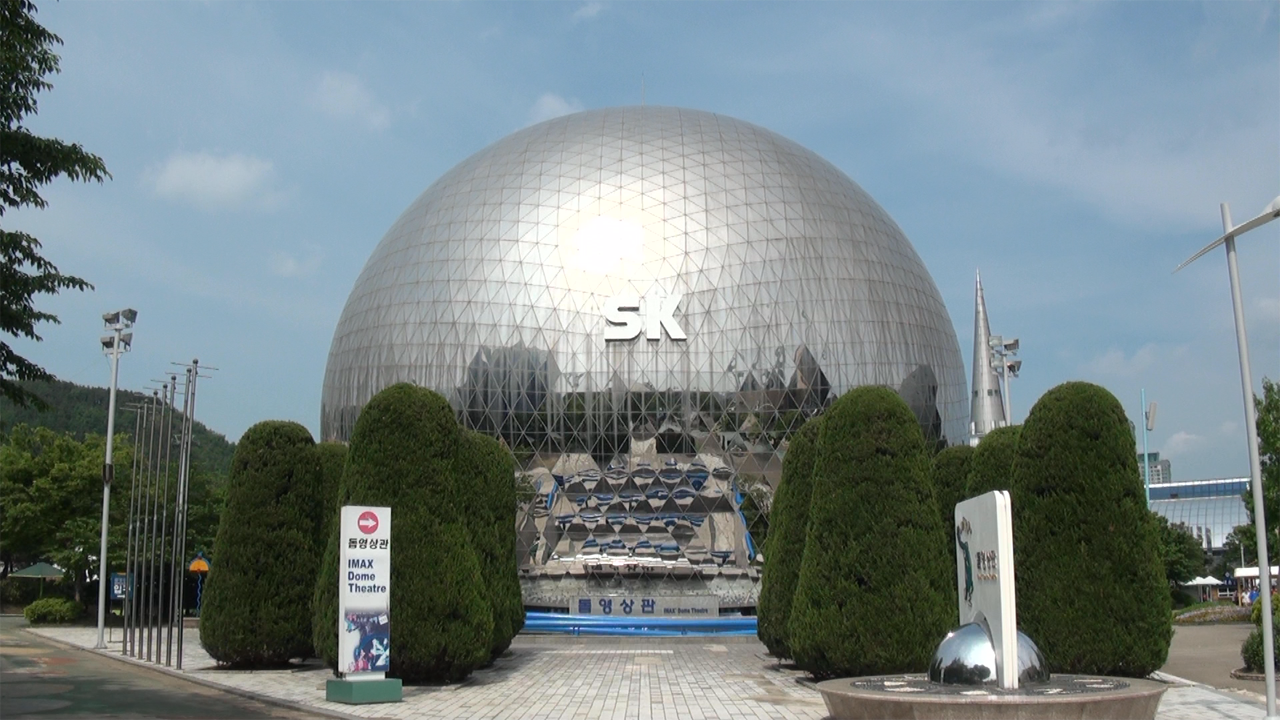
엑스포과학공원 돔영상관 전경

돔 영상관(구.이매지네이션관)은 대한민국 대전광역시 유성구 대덕대로 480 엑스포과학공원 내에 위치한 전시관으로, 대한민국 유일의 IMAX Dome 영상관이다. 개장 초기에는 선경그룹(현 SK그룹)에서 운영했으나 이후 시설을 기부채납하여 대전마케팅공사가 직접 운영했다.
현재는 캐나다 IMAX사와의 라이선스 계약이 종료된 시점에서 철거공사가 언제 시작될지 불투명해 재계약을 하지 않고 2014년 5월 6일을 끝으로 폐관했다.

## 전시관 정보
대한민국 유일의 IMAX Dome형식의 옴니맥스 극장으로 지름 27m의 초대형 돔 스크린이 설치되어 있다.
운영 당시 미 항공 우주국 NASA의 협조로 캐나다 IMAX에서 제작한 애니메이션 합성 옴니맥스 영화 '행성으로의 여행 (Journey to the planets)'를 상영했다.
이 영화는 1993년 대전엑스포 당시에도 상영했던 영화로 폐관 직전까지 계속해서 상영했다.
- 전시관 명 돔 영상관 (구.이매지네이션관)
- 스크린 크기 지름 27 m
- 영사방식 70 mm 옴니맥스 15 Perforation
- 음향방식 4Way 6Channel Sound Audio System

## 참고자료
- 엑스포과학공원 보관됨 2005-11-24 - 웨이백 머신